# 弯尾冬青
弯尾冬青（学名：Ilex cyrtura）为冬青科冬青属的植物。分布在缅甸以及中国大陆的广东、贵州、广西、云南等地，生长于海拔750米至1,800米的地区，常生长在山地阔叶林中，目前尚未由人工引种栽培。

## 别名
镰尾冬青（贵州植物志）